# 살로메 1세
살로메 1세 (Salome 또는 Salomé, 히브리어: שלומית)는 고대 팔레스타인 왕 헤로데 대왕의 여동생이다.
세례자 요한의 처형 소식이나 이를 바탕으로 한 희곡 살로메에 나오는 살로메는 그녀의 증손이다.

## 개요
헤로데 대왕 사후 그의 아들인 헤로데 아르켈라오스, 헤로데 안티파스, 헤로데 필리포스 등 3명의 조카와 함께 팔레스타인을 4분할(다만 살로메의 영지는 조카에 비해 훨씬 작고 몇몇 도시 뿐이다) 통치했다.그들을 '왕' 내지 '여왕'으로 지칭하는 것은 속칭으로 역사학상으로는 테트랄키아로 부르며, 사두왕국, 사두정치지로 번역된다.
살로메는 오빠가 죽은 후 12~14년 정도 살았고 사후 자신의 재산을 황후 율리아에게 기증하였다(『유대고대지』 제XVII 권2장2절에서).
딸 벨레니케는 헤로데 대왕의 아들 아리스토불로스 4세와 결혼해 아그리파 1세와 헤로디아의 어머니가 됐다.

## 같이 보기
- 헤로데 왕국